# Jamie Bartman
Jamie Lynn Bartman (* 11. November 1962 in Medicine Hat, Alberta) ist ehemaliger deutsch-kanadischer Eishockeyspieler und derzeitiger -trainer. Seit 2022 ist er Co-Trainer bei den Starbulls Rosenheim, die seit 2023 in der DEL2 spielen. Der Verteidiger war unter anderem für die Kassel Huskies und Ratinger Löwen in der Deutschen Eishockey Liga (DEL) aktiv. Als Trainer betreute er mehrere Teams aus den drei höchsten deutschen Ligen, darunter die Iserlohn Roosters aus der DEL.

## Karriere

### Als Spieler
Der 1,81 Meter große Verteidiger wechselte nach einem Studium am Northern Alberta Institute of Technology im Jahr 1986 zum deutschen Zweitligisten EA Kempten, in der folgenden Spielzeit ging er für den EV Fürstenfeldbruck in der Regionalliga aufs Eis. Über den Ligakonkurrenten EV Germering und den EV Pfronten aus der Oberliga gelangte der gebürtige Kanadier zur Saison 1991/92 zum ERV Schweinfurt, für den er insgesamt drei Spielzeiten lang in der Regionalliga spielte.
Im Jahr 1994 wechselte Bartman zu den Kassel Huskies in die neugegründete Deutsche Eishockey Liga (DEL), wo er allerdings nur zwölf Einsätze absolvierte, sieben davon in den Play-offs, in denen die Schlittenhunde bis ins Viertelfinale vorrücken konnten. Zur Saison 1995/96 unterschrieb der Abwehrspieler einen Vertrag beim Ligakonkurrenten Ratinger Löwen, die er nach einem Jahr in Richtung EHC Trier verließ. Nach einer Spielzeit wechselte Bartman zum ebenfalls in der zweitklassigen 1. Liga spielenden REV Bremerhaven, wo er seine Karriere im Jahr 2000 beendete.

### Als Trainer
Nach dem Ende seiner Spielerlaufbahn trainierte Bartman seinen ehemaligen Club REV Bremerhaven, mit dem er in der Saison 2001/02 Meister der 2. Bundesliga wurde. Nach zweieinhalb Spielzeiten trat er im Januar 2003 zurück. Anschließend arbeitete er bis 2004 als Trainer der Heilbronner Falken und anschließend als Assistenzcoach des DEL-Klubs ERC Ingolstadt, bei dem er am 23. November 2007 entlassen wurde. In der Saison 2008/09 war Bartman als Co-Trainer der Frankfurt Lions tätig. Im folgenden Jahr verließ er Deutschland und wurde Cheftrainer des HC Bozen. Dort wurde er am 1. Januar 2010 entlassen und durch seinen Vorgänger Jari Helle ersetzt. Zur Saison 2010/11 folgte ein Engagement beim EC Dornbirn, in welcher er die Mannschaft zur Vizemeisterschaft führte. Ab dem Sommer 2011 stand er wieder bei den zwischenzeitlich in die Drittklassigkeit abgerutschten Kassel Huskies unter Vertrag. Zum Ende der Saison wurde sein eigentlich noch bis 2013 laufender Vertrag vorzeitig aufgelöst.
Ab dem 19. Dezember 2013 war Bartman als Co-Trainer für den DEL-Club Iserlohn Roosters aktiv. Dort wirkte er zunächst an der Seite des Cheftrainers Jari Pasanen. Nach dessen Entlassung stand er in der Saison 2017/18 für zwei Spiele als Interims-Cheftrainer hinter der Bande, bis Rob Daum als neuer Headcoach verpflichtet wurde. Als dieser im November 2018 freigestellt wurde, übernahm Bartman gemeinsam mit Christian Hommel die Mannschaftsleitung. Nach fünfeinhalb Jahren in Iserlohn wurde sein auslaufender Vertrag im Frühjahr 2019 nicht verlängert.
Zwischen Mai 2019 und April 2021 war Bartman Assistenztrainer von Tray Tuomie bei den Augsburger Panthern. Im Dezember 2021 wurde er abermals von den Roosters als Assistenztrainer verpflichtet. Im Sommer 2022 wechselte er in gleicher Position zu den Starbulls Rosenheim. Dort arbeitet er wieder an der Seite von Headcoach Jari Pasanen. Gemeinsam führten sie das Team in der Saison 2022/23 zur Oberliga-Meisterschaft und damit zum Aufstieg in die DEL2.

## Erfolge und Auszeichnungen
- 2002 Meister der 2. Bundesliga mit dem REV Bremerhaven (als Cheftrainer)
- 2023 Meister der Oberliga und Aufstieg in die DEL2 mit den Starbulls Rosenheim (als Co-Trainer)

## Karrierestatistik
(Legende zur Spielerstatistik: Sp oder GP = absolvierte Spiele; T oder G = erzielte Tore; V oder A = erzielte Assists; Pkt oder Pts = erzielte Scorerpunkte; SM oder PIM = erhaltene Strafminuten; +/− = Plus/Minus-Bilanz; PP = erzielte Überzahltore; SH = erzielte Unterzahltore; GW = erzielte Siegtore; 1 Play-downs/Relegation; Kursiv: Statistik nicht vollständig); 2 inklusive Nachfolgeligen „1. Liga“ (1994–1998) und „Bundesliga“ (1998–1999)